# Elecciones municipales de Chile de 2008
Las elecciones municipales de Chile de 2008 se realizaron el domingo 26 de octubre de dicho año, donde se eligió a los responsables de la administración local, es decir, de las comunas en que se divide el territorio del país. Chile está dividido en 346 comunas, administradas por una municipalidad, compuesta por un alcalde y un concejo municipal, formado por un número de 6, 8 o 10 concejales, dependiendo del número de electores de cada comuna. Ambos cargos duran cuatro años en su labor.
Por segunda vez en la historia republicana, cada votante marcó su preferencia en dos papeletas: una para elegir alcalde y otra para concejal. En el primer caso, resultó elegido el candidato con la mayor cantidad de votos; en el segundo caso, se utilizó el sistema electoral proporcional con cifra repartidora conocido como Sistema D'Hondt.
Cinco listas presentaron candidaturas para ambas elecciones: la lista de la izquierda extraparlamentaria Juntos Podemos Más, el conglomerado de centro-derecha Alianza, la lista debutante Por un Chile limpio y dos listas representantes de la coalición gobernante, la Concertación. Más de 10 mil candidatos presentaron su candidatura ante el Servicio Electoral, superando ampliamente a los siete mil presentes en la última elección durante 2004.

## Antecedentes

Mapa de las 346 comunas chilenas.

Esta elección fue considerada como un apronte para la elección presidencial realizada en 2009. La principal coalición opositora, la Alianza por Chile, apuntó a no “presidencializar” la elección, debido a los magros resultados en la elección de 2004 que repercutieron en la brusca caída de la candidatura de Joaquín Lavín. Por lo tanto, sus aspiraciones pasaron por recuperar al menos la mitad de las 67 comunas que perdieron ese año y subir del 38 % al 44 % la votación de concejales, que es la votación que mide el "peso" de cada partido.
En tanto, la Concertación de Partidos por la Democracia fue por primera vez desde su fundación en listas separadas para la elección de concejales: una compuesta por los partidos Demócrata Cristiano y Socialista ("Concertación Democrática") y otra por el Partido por la Democracia y Radical Socialdemócrata ("Concertación Progresista"). La idea, propuesta por el PPD y el PRSD con el fin de ampliar su votación, fue rechazada fuertemente por el PDC y el PS quienes consideraban que la propuesta podría quebrar definitivamente al conglomerado, especialmente tras una serie de crisis al interior de ésta. Finalmente, la idea fue aceptada por los cuatro partidos, quienes inscribieron de manera conjunta a sus candidatos ante el SERVEL.
La alianza de izquierda Juntos Podemos Más presentó candidaturas por tercera vez en su historia. Sin embargo, el Partido Comunista acordó un "pacto de omisión" con los dirigentes de la Concertación. Así, la Concertación no presentaría candidatos en algunas comunas claves donde el PCCh tuviese oportunidades de ganar frente a la Alianza por Chile (como Pedro Aguirre Cerda) y en aquellas donde un militante comunista fuese a la reelección (como La Ligua). A cambio, el PCCh se abstendría de participar en otras comunas donde la Concertación tuviese altas posibilidades de obtener una victoria sobre los candidatos de la alianza de derecha. Tras meses de discusión, el PCCh y la Concertación lograron un acuerdo en 25 comunas (17 favorables a la alianza gobernante y 8 para el Partido Comunista) aunque no lograron consenso en algunas comunas, siendo el caso de Estación Central el más emblemático.
Los movimientos políticos nacidos durante los años 2000, ChilePrimero, el Partido Regionalista de los Independientes y el Partido Ecologista de Chile, participaron en estas elecciones en una sola lista denominada Por un Chile limpio, que pretendía llevar candidatos en todo el país. La idea nació principalmente luego del rechazo del SERVEL a la inscripción de ChilePrimero como partido político, por encontrar problemas de doble militancia entre varios de los firmantes para la legalización de dicha organización.

## Listas y partidos
El jueves 31 de julio de 2008, el Servicio Electoral (SERVEL) hizo la elección del orden de las listas presentadas. Finalmente, el SERVEL aceptó la candidatura de un total de 1231 candidatos a alcalde y de 9486 candidatos a concejal.
| Pacto y partidos              | Pacto y partidos                           | Pacto y partidos              | Candidatos | Candidatos | Candidatos |
| Pacto y partidos              | Pacto y partidos                           | Pacto y partidos              | Alcaldes   | Concejales |            |
| Por un Chile limpio           | Por un Chile limpio                        | Por un Chile limpio           | 103        | 1429       |            |
| ----------------------------- | ------------------------------------------ | ----------------------------- | ---------- | ---------- | ---------- |
|                               | Partido Ecologista                         | PE                            | 0          | 11         |            |
|                               | Partido Regionalista de los Independientes | PRI                           | 37         | 639        |            |
|                               | Independientes Lista A                     | Ind. (ILA)                    | 66         | 779        |            |
| La Fuerza del Norte           | La Fuerza del Norte                        | La Fuerza del Norte           | 4          | 37         |            |
|                               | Fuerza País                                | FP                            | 1          | 5          |            |
|                               | Independientes Lista B                     | Ind. (ILB)                    | 3          | 32         |            |
| Concertación Democrática      | Concertación Democrática                   | Concertación Democrática      | 227        | 2092       |            |
|                               | Partido Demócrata Cristiano                | PDC                           | 136        | 887        |            |
|                               | Partido Socialista de Chile                | PS                            | 72         | 832        |            |
|                               | Independientes Lista C                     | Ind. (ILC)                    | 19         | 373        |            |
| Juntos Podemos Más            | Juntos Podemos Más                         | Juntos Podemos Más            | 191        | 1589       |            |
|                               | Partido Comunista                          | PCCh                          | 76         | 560        |            |
|                               | Partido Humanista                          | PH                            | 30         | 417        |            |
|                               | Izquierda Cristiana                        | IC                            | 0          | 10         |            |
|                               | Independientes Lista D                     | Ind. (ILD)                    | 85         | 602        |            |
| Alianza                       | Alianza                                    | Alianza                       | 340        | 2123       |            |
|                               | Renovación Nacional                        | RN                            | 121        | 834        |            |
|                               | Unión Demócrata Independiente              | UDI                           | 129        | 864        |            |
|                               | Independientes Lista E                     | Ind. (ILE)                    | 90         | 425        |            |
| Concertación Progresista      | Concertación Progresista                   | Concertación Progresista      | 102        | 2013       |            |
|                               | Partido por la Democracia                  | PPD                           | 65         | 678        |            |
|                               | Partido Radical Socialdemócrata            | PRSD                          | 28         | 713        |            |
|                               | Independientes Lista F                     | Ind. (ILF)                    | 9          | 622        |            |
| Independientes fuera de pacto | Independientes fuera de pacto              | Independientes fuera de pacto | 264        | 203        |            |
| Total de candidatos           | Total de candidatos                        | Total de candidatos           | 1231       | 9486       |            |

## Votación

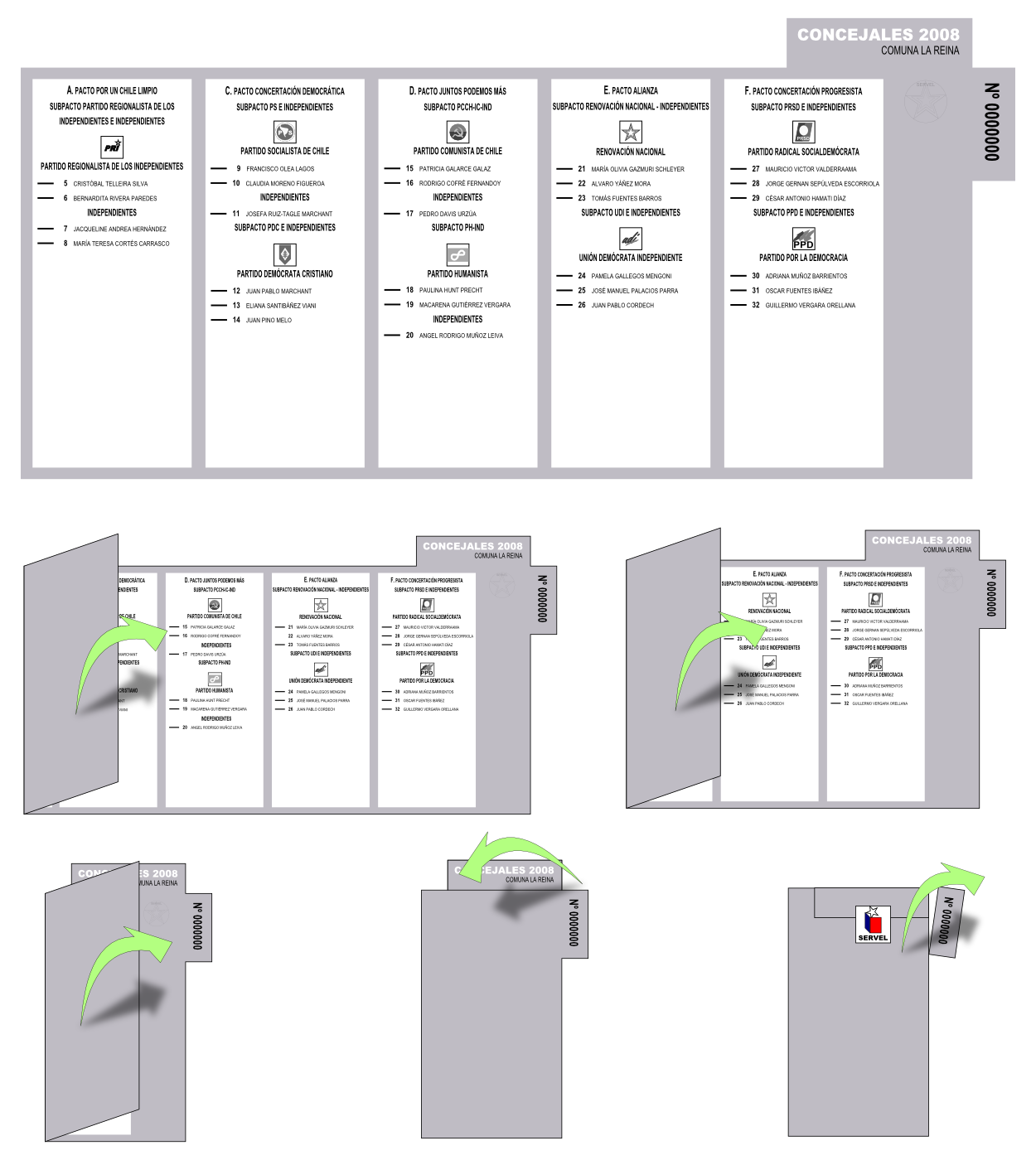
Imitación de un voto de concejales y método de doblado.

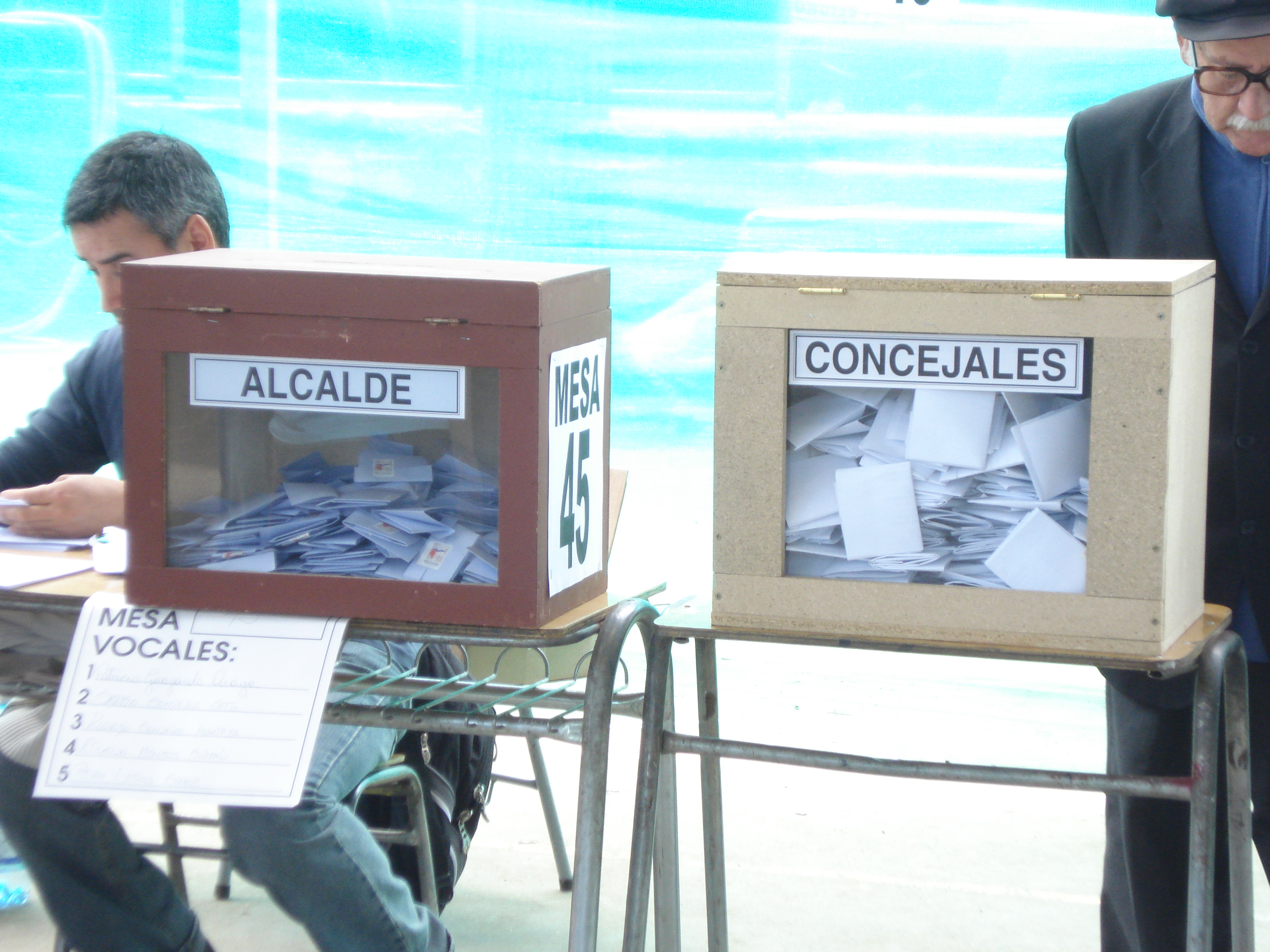
Urnas de votos para alcalde y concejales.

Según la Constitución chilena, pueden ejercer el derecho a sufragio los ciudadanos, o sea, quienes han cumplido 18 años de edad y no han sido condenados a una pena superior a 3 años de presidio (pena aflictiva). Para participar en las elecciones se requiere estar previamente inscrito en los registros electorales (proceso voluntario posible de realizar hasta algunos meses antes de la elección) y presentar la cédula de identidad. Los requisitos para inscribirse son ser mayor de 18 años al día de la elección y tener nacionalidad chilena o ser extranjero residente por más de cinco años en el país (que se acredita con un certificado emitido por el respectivo gobernador provincial). El derecho a votar queda suspendido por interdicción en caso de demencia, por hallarse acusada por delito que merezca pena aflictiva o por delito por terrorismo y por sanción del Tribunal Constitucional (en conformidad al artículo 19 número 15 inciso 7.º de la Constitución). Para aquellos inscritos en los registros electorales, la votación es obligatoria y sólo puede excusarse por razones de salud o por ubicarse a más de 200 kilómetros de distancia del local de votación, hecho del que puede dejarse constancia en la unidad de Carabineros de Chile más cercana.
Cada mesa de votación estuvo compuesta por hasta cinco integrantes seleccionados al azar entre los ciudadanos inscritos en ella. En caso de no asistir o no asumir como vocal de mesa, los electores pueden ser condenados al pago de multas y si faltan integrantes para constituir la mesa, el presidente de ésta puede seleccionar a algunos de los asistentes (incluso de otras mesas) para que tomen dicho lugar; en caso de rehusarse, pueden incluso ser detenidos, como ocurrió en diversos casos.
La votación constó de dos papeletas: una para la elección de alcaldes (de color celeste) y otra de concejales (de color blanco). Cada votante recibió ambas luego de verificar sus datos por parte de los encargados de la mesa. Para realizar un voto válido debía marcar únicamente una de las opciones presentadas, trazando una línea vertical sobre la línea horizontal junto al nombre de cada candidato. Posteriormente, se procede a doblar los votos siguiendo las guías realizadas en este, para luego sellarlo con una estampilla y colocarlo en la urna.
Para las personas con discapacidades visuales, físicas o auditivas en estas elecciones debutó la ley N.º 20183, que aprueba el sistema de voto asistido. De esta forma se garantiza que las personas discapacitadas pueden ser acompañadas durante todo el proceso eleccionario (incluso en la cámara secreta) por algún mayor de edad de su confianza, sin importar el sexo, sin embargo, el acto debe ser constatado por el secretario de la mesa, registrando además la cédula de identidad del sufragante y su asistente.
Según el SERVEL, el número de mesas y votantes de cada una de las quince regiones en que se divide Chile es el siguiente:
| Región             | Hombres | Hombres   | Hombres | Mujeres | Mujeres   | Mujeres | Total  | Total     | Total   |
| Región             | Mesas   | Votantes  | %       | Mesas   | Votantes  | %       | Mesas  | Votantes  | %       |
| ------------------ | ------- | --------- | ------- | ------- | --------- | ------- | ------ | --------- | ------- |
| Arica y Parinacota | 304     | 56 560    | 1,47 %  | 250     | 53 873    | 1,26 %  | 554    | 110 433   | 1,36 %  |
| Tarapacá           | 322     | 62 808    | 1,63 %  | 282     | 60 691    | 1,42 %  | 604    | 123 499   | 1,52 %  |
| Antofagasta        | 576     | 120 089   | 3,12 %  | 516     | 120 831   | 2,84 %  | 1092   | 240 920   | 2,97 %  |
| Atacama            | 314     | 66 071    | 1,72 %  | 291     | 68 378    | 1,60 %  | 605    | 134 449   | 1,66 %  |
| Coquimbo           | 637     | 148 522   | 3,86 %  | 644     | 162 933   | 3,82 %  | 1281   | 311 455   | 3,84 %  |
| Valparaíso         | 1917    | 424 716   | 11,03 % | 1907    | 479 004   | 11,24 % | 3824   | 903 720   | 11,14 % |
| Metropolitana      | 6201    | 1 385 655 | 35,99 % | 6798    | 1 630 517 | 38,27 % | 12 999 | 3 016 172 | 37,19 % |
| O'Higgins          | 946     | 215 383   | 5,59 %  | 904     | 229 139   | 5,38 %  | 1850   | 444 522   | 5,48 %  |
| Maule              | 1108    | 251 310   | 6,53 %  | 1068    | 270 714   | 6,35 %  | 2176   | 522 024   | 6,44 %  |
| Biobío             | 2333    | 506 859   | 13,17 % | 2251    | 556 479   | 13,06 % | 4584   | 1 063 338 | 13,11 % |
| La Araucanía       | 1107    | 236 496   | 6,14 %  | 1053    | 253 908   | 5,96 %  | 2160   | 490 404   | 6,05 %  |
| Los Ríos           | 467     | 98 114    | 2,55 %  | 430     | 104 284   | 2,45 %  | 897    | 202 398   | 2,50 %  |
| Los Lagos          | 914     | 190 825   | 4,96 %  | 838     | 199 381   | 4,68 %  | 1752   | 390 206   | 4,81 %  |
| Aisén              | 175     | 31 006    | 0,81 %  | 126     | 26 307    | 0,62 %  | 301    | 57 313    | 0,71 %  |
| Magallanes         | 330     | 55 288    | 1,44 %  | 205     | 44 124    | 1,04 %  | 535    | 99 412    | 1,23 %  |
| Total              | 17 651  | 3 849 702 | 100 %   | 17 563  | 4 260 563 | 100 %   | 35 214 | 8 110 265 | 100 %   |

## Candidaturas y resultados en algunas comunas

### Región de Arica y Parinacota
- Arica: Waldo Sankán Martínez, alcalde en reemplazo de Carlos Valcarce, concejal, se enfrentó al exintendente de la Región de Tarapacá Patricio Zapata (PS), el independiente pro-UDI, Nino Baltolu y Carlos Ojeda, del pacto Juntos Podemos Más. Sankán triunfó con el 44,55 % de los votos.

### Región de Tarapacá
- Iquique: Myrta Dubost Jiménez, en ese entonces alcaldesa suplente y antigua alcaldesa de la dictadura militar, se enfrentó a Mauricio Soria, hijo del caudillo local e inhabilitado alcalde de la comuna Jorge Soria quien intentó heredarle los votos, para así poder continuar con el legado de su familia en la municipalidad iquiqueña. Con el 52,18 % de los votos, Dubost se convierte en alcaldesa por cuatro años.

### Región de Valparaíso
- Valparaíso: el entonces alcalde de Valparaíso, el miembro del PDC Aldo Cornejo, fue a la reelección en esta comuna después de varios trascendidos que indicaban que no lo haría. En esta ocasión, el edil tuvo como su principal contendor al candidato de la UDI Jorge Castro, pero además tuvo que enfrentar a la candidata del PRI Sara Arenas. Además compitieron como independientes los candidatos Hermes Gutiérrez e Iván Vuskovic. Castro ganó la elección con un estrecho 44,98 % de los votos frente al 42,30 % que obtuvo Cornejo.

- Viña del Mar: la alcaldesa Virginia Reginato fue confirmada el 30 de septiembre de 2007 como candidata a la reelección por la alcaldía de la ciudad, representando a la Alianza. Compitió con el concejal Juan Arriagada, de la DC. Reginato obtuvo el 78,76 % de los votos por lo cual se transforma nuevamente en alcaldesa de la ciudad jardín, con la primera mayoría nacional. Arriagada obtuvo el 21,24 % de los sufragios. Cabe destacar que Arriagada había sido favorecido con el pacto por omisión Concertación-PCCh.

### Región Metropolitana de Santiago

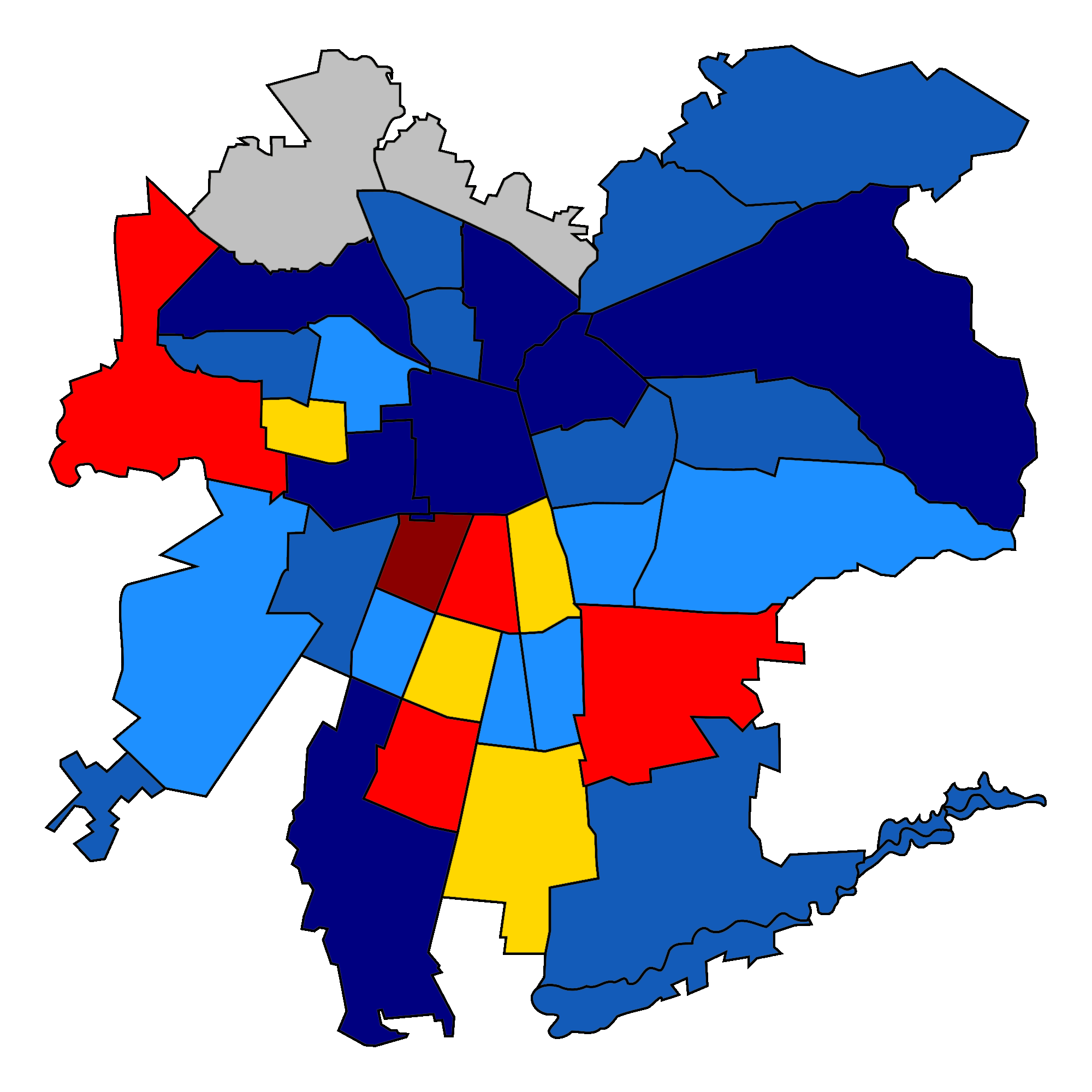
Mapa de Santiago de Chile con la distribución de alcaldes electos en la elección municipal de 2008.
PCCh
PS
PPD
PDC
Independientes
RN
UDI

- Santiago: Debido a la no repostulación del alcalde Raúl Alcaíno, la Alianza definió a Pablo Zalaquett de la UDI como su candidato. Por su parte, en la Concertación la exintendenta Metropolitana y actual vicepresidente de la DC Ximena Rincón depuso su candidatura en favor del exedil de la comuna, Jaime Ravinet. El pacto Por un Chile Limpio llevó de candidato al politólogo Ricardo Israel, mientras que el Juntos Podemos presentó como candidato al PC Manuel Hernández. El edil de La Florida, Pablo Zalaquett, logró mantener la alcaldía de Santiago en manos de Alianza, con un sorpresivo 47,24 % de los votos, en detrimento del exalcalde demócratacristiano de Santiago, Jaime Ravinet , que apenas logró un 35,96 %. Ricardo Israel (PRI), que se suponía iba a ser la sorpresa, logró sólo un 9,63 %, y Manuel Hernández (PCCh), un 7,16 %%.

- Recoleta: los problemas que estudiaba la Contraloría General de la República por problemas de corrupción llevaron a la no repostulación del alcalde Gonzalo Cornejo. En su reemplazo compitió la concejal de Lo Barnechea Sol Letelier. Por otro lado, la Concertación presentó a la concejal Francisca Zaldívar como candidata a la alcaldía. En los comicios triunfó Sol Letelier con el 46,21 % de los votos.

- La Florida: el punto negro en esta elección para la Alianza fue la pérdida de esta populosa comuna del suroriente de Santiago. El alcalde de Estación Central, Gustavo Hasbún (UDI), sucumbió frente a Jorge Gajardo (PS), conocido por ser actor de la serie Los Venegas de TVN, que alcanzó un 52,79 % contra un 47,29 % del aliancista.

- Las Condes: el alcalde Francisco de la Maza repostuló al cargo por la UDI, luego del apoyo explícito de los diputados de la zona Julio Dittborn y Cristián Monckeberg y la bajada del precandidato Ernesto Silva Méndez. Inicialmente la UDI no era partidaria de presentarlo como candidato nuevamente. Francisco de la Maza logró el triunfo con un contundente 76,16 % de los sufragios.

- San Ramón: el candidato más joven de la Alianza, Antonio Madrid (RN), compitió por la alcaldía de la comuna con el actual alcalde Pedro Isla (DC), Julio Soto (PRI), y los independientes Jesús Cabedo, Miguel Pino y Carolina Muñoz. Isla triunfó con el 36,92 % de los votos.

- Huechuraba: la alcaldesa Carolina Plaza Guzmán renunció a la UDI y buscó la reelección como candidata independiente. Esto se debió a las denuncias de supuesta corrupción realizadas por el exfuncionario municipal Isaac Givovich, las cuales contaron con el aval de su suegro Joaquín Lavín. Sus rivales fueron el actual concejal Sergio Escobar del PPD y Gerardo Ureta, candidato testimonial de la UDI. Plaza obtuvo la mayoría de los votos con el 59,24 %.

- Lo Barnechea: el candidato de la Alianza fue Felipe Guevara, luego de vencer en elecciones primarias a Ximena Ossandón. Compitió con Nancy Huenante de Juntos Podemos Más, ya que la Concertación no presentó candidato. Con el 79,32 % de los votos triunfó Guevara.

- Peñalolén: el alcalde Claudio Orrego (PDC) buscó su primera reelección frente a su tradicional rival, el exalcalde Carlos Alarcón Castro (independiente pro RN) y a la representante del Partido Humanista, Susana Cordova. Finalmente Orrego aseguró la reelección con el 58,36 % de los votos.

- Maipú: el alcalde Alberto Undurraga (PDC) se enfrentó a Ricardo Sepúlveda, hermano del diputado Roberto Sepúlveda de RN. Otro candidato que postulaba al sillón edilicio de Maipú fue el concejal ex PPD René Panozo, quien postuló al cargo como independiente apoyado por la lista Por un Chile Limpio. Undurraga triunfó con el 66,95 % de los votos.

- Pedro Aguirre Cerda: en esta comuna se concretó el pacto por omisión entre la Concertación y el Juntos Podemos, siendo candidata de ambos conglomerados la exconcejala del PCCh Claudina Núñez, quien en la elección pasada fue derrotada por un estrecho margen de votos por el actual alcalde, el PPD Juan Saavedra, quien no se presentó a la reelección. Nuñez se enfrentó al candidato de la UDI Rafael Izquierdo, triunfando con el 52,63 % de los votos frente al gremialista.

- Renca: la alcaldesa de la comuna Vicky Barahona (UDI) fue por su segunda reelección. Sus rivales fueron el exconcejal de Rancagua Claudio Sule del PRSD y Octavio González del PH. La gremialista ganó la elección con el 64,62 % de los votos.

- Estación Central: el 21 de junio se oficializó la candidatura a alcalde de uno de sus concejales, el abogado de los Derechos Humanos Hugo Gutiérrez del Partido Comunista, esperando que el PC junto a la Concertación lograran el acuerdo del pacto por omisión en la comuna. La DC nominó a Néstor Santander para la alcaldía, quién eventualmente se podría bajar en favor de Gutiérrez. Por otro lado, la UDI llevó a Rodrigo Delgado como candidato, resultando electo finalmente con el 36,25 % de los sufragios. El comunista Hugo Gutiérrez obtuvo un 31,44 % y el DC Néstor Santander, un 20,90 %. Esta comuna se perfilaba como favorita para Gutiérrez, pero la DC no quiso oficializar un pacto por omisión para Estación Central, lo cual quitó muchos votos al candidato de izquierda.

- Vitacura: el alcalde Raúl Torrealba repostuló al cargo por Renovación Nacional, y compitió contra el independiente Rodolfo Terrazas, Fernando Bórquez (PPD) y Rodolfo Pérez (Partido Humanista). En la elección ganó Torrealba con el 56,46 % de los votos.

- Ñuñoa: Danae Mlynarz, del Partido Socialista se enfrentó a Pedro Sabat de RN, actual alcalde de la comuna. Otra candidata que postuló al sillón edilicio de Ñuñoa fue Natalia Sobarzo (Partido Humanista). Sabat obtuvo la victoria con el 58,60 % de los votos.

- Puente Alto: Manuel José Ossandón, militante de Renovación Nacional fue reelecto con un arrollador 70,10 % de los votos, sobre el socialista Jorge Ayala (22,82 %) y el candidato de la Izquierda Cristiana, César Bunster (7,07 %). Este último fue miembro del Frente Patriótico Manuel Rodríguez (FPMR), siendo parte del grupo que atentó contra Augusto Pinochet.

- Buin: resultó elegido Rodrigo Etcheverry (UDI) con el 53,73 % de los votos frente a los candidatos Ángel Bozán, del PPD, y Claudio Castro, del PH.

### Región del Libertador General Bernardo O'Higgins
- Rancagua: el candidato de UDI Eduardo Soto, en esos momentos concejal, venció al anterior alcalde de DC Carlos Arellano, por un 44,10 % contra un 40,30 %. A Arellano lo afectó la candidatura del exalcalde Darío Valenzuela, ex PPD y hoy militante socialista, que consiguió un magro 9,76 % de los votos.

### Región del Maule
- Talca: debido a varias irregularidades en el municipio, el alcalde Patricio Herrera se presentó como candidato pero esta vez a concejal, para alcalde lo hicieron el empresario Juan Castro (independiente pro-Alianza), el exintendente Alexis Sepúlveda por el PRSD, el abogado Roberto Celedón por el Juntos Podemos Más y la doctora Ana María Brito por el PRI. Castro triunfó con el 40,06 % de los votos frente al 37,86 % que obtuvo el radical socialdemócrata Sepúlveda. Al exintendente lo perjudicó severamente la candidatura de Celedón, exconcertacionista y que obtuvo un no despreciable 19,00 % de los sufragios.

### Región del Biobío
- Concepción: la tercera repostulación de Jacqueline van Rysselberghe (UDI) se vio marcada por los rumores de su postulación como "precandidata presidencial" de su partido,[12] pero en enero de 2008, la sede zonal de su partido la proclamó como candidata a la alcaldía por cuarta vez, por lo que se descartó su candidatura presidencial; además, de la repostulación al cargo del exedil de la comuna Ariel Ulloa (PS) y la candidatura de Raúl Romero. Jacqueline van Rysselberghe se impuso con el 63,46 % de los votos frente al exalcalde socialista que obtuvo  un 28,90 %.

- Chillán: el candidato de la Alianza Sergio Zarzar Andonie (independiente) buscó imponerse en las urnas tras su más cercano contendor, el exedil chillanvejano Julio San Martín Chandia (DC), mientras que el Juntos Podemos Más presentó al comunista Boris Calderón. Zarzar obtuvo el 64,03 % de los votos, ganando la alcaldía.

- Talcahuano: por primera vez, el alcalde Abel Contreras (DC) se postuló al cargo de alcalde, puesto que asumió después de la muerte de Leocán Portus. Otros candidatos fueron el actual concejal Gastón Saavedra, quien renunció al PS para presentarse como independiente; y el anterior candidato UDI Erick Vergara. Saavedra gana con el 43,94 % de los votos.

- San Pedro de la Paz: desde su fundación en 1996, Jaime Soto (PS) ha sido su alcalde y se repostuló por quinta vez; a su vez, se destaca la postulación del excandidato a diputado Félix González, antes independiente, actual líder del Partido Ecologista (PE) y la candidatura del concejal exPPD, Audito Retamal, quien en el periodo 2004-2008 de Soto criticó duramente la venta de millonarios terrenos municipales a inmobiliarias. Retamal obtuvo el 36,77 % de los votos frente al 25,40 % que obtuvo el alcalde Soto.

- Lebu: en la capital de la Provincia de Arauco, el alcalde en ejercicio Carlos González (PS) buscó la reelección compitiendo contra el exalcalde Aldo Pinto (independiente de izquierda, exPPD). La Alianza presentó por segunda vez a Juan Carrasco (RN), quien obtuvo un magro 13,31 % de los votos en la elección anterior. González asegura la reelección con el 47,32 % de los sufragios.

- Yungay: en la comuna precordillerana de la Provincia de Ñuble, Luis Cárdenas buscaba su tercera reelección, sin embargo enfrentó al candidato del Juntos Podemos Mario Ocampos quien logró un 6,22 %, también al PRI Blas Rodríguez con un 10,20 %, Hernán Vielma, entonces concejal independiente con un 6,58 %, el independiente Iván López con apenas un 3,70 %. En aquella elección fue elegido el independiente pro-Alianza Pedro Inostroza Valenzuela con un ajustado 34,19 % frente al 33,53 % del demócratacristiano Luis Cárdenas.

### Región de la Araucanía
- Temuco: Miguel Becker, de Renovación Nacional, con un 49,26 %, derrotó al aspitante del PPD, Ricardo Celis (41,03 %), lo cual rompe la hegemonía de 12 años de la Concertación en este municipio.

### Región de Los Lagos
- Puerto Montt: el alcalde Rabindranath Quinteros (PS) se presentó a la reelección por segunda vez, en esta instancia compitió con Alfonso Bernales (independiente pro-RN) y Jaime Barría (Partido Humanista).[13] Quinteros fue reelecto con un contundente 63,51 % de los votos.

- Chaitén: producto de la erupción del volcán Chaitén en mayo de 2008,[14] se promulgó la ley 20.295 para modificar la ley 18.556, de esta forma las mesas de aquella circunscripción electoral, fueron adaptadas para su funcionamiento, en las localidades de Puerto Montt, Castro, Ayacara y Villa Santa Lucía.[15] Entre cuatro candidatos triunfó el independiente-pro Alianza Pedro Vásquez con el 50,70 % de los votos, frente al 45,37 % que obtuvo el independiente pro-Concertación, José Miguel Fritis.

### Región de Magallanes y de la Antártica Chilena
- Punta Arenas: Vladimiro Mimica, locutor de radio, consiguió un triunfo sobre el actual alcalde, Juan Morano (DC), por 54,59 % contra un 28,91 %. El comunicador iba como independiente y contó con el respaldo del senador, también independiente, por la zona, Carlos Bianchi.

## Resultados
| Lista                                      | Pacto o partido               | Sigla                            | Elección de alcaldes             | Elección de alcaldes             | Elección de alcaldes             | Elección de alcaldes             | Elección de alcaldes             | Elección de alcaldes             | Elección de concejales | Elección de concejales | Elección de concejales | Elección de concejales | Elección de concejales |
| Lista                                      | Pacto o partido               | Sigla                            | Votos                            | %?                               | Alc.?                            | %?                               | ± %?                             | ± A.?                            | Votos                  | %?                     | Conc.?                 | %?                     | ± %?                   |
| ------------------------------------------ | ----------------------------- | -------------------------------- | -------------------------------- | -------------------------------- | -------------------------------- | -------------------------------- | -------------------------------- | -------------------------------- | ---------------------- | ---------------------- | ---------------------- | ---------------------- | ---------------------- |
| A                                          | Por un Chile limpio           |                                  | 254 610                          | 4,00 %                           | 7                                | 2,03 %                           |                                  |                                  | 459 993                | 7,56 %                 | 117                    | 5,45 %                 |                        |
|                                            | Partido Ecologista            | PE                               | No presentó candidatos a alcalde | No presentó candidatos a alcalde | No presentó candidatos a alcalde | No presentó candidatos a alcalde | No presentó candidatos a alcalde | No presentó candidatos a alcalde | 3819                   | 0,06 %                 | 0                      | 0,00 %                 |                        |
| Partido Regionalista de los Independientes | PRI                           | 55 556                           | 0,87 %                           | 2                                | 0,58 %                           |                                  |                                  | 206 399                          | 3,70 %                 | 64                     | 2,98 %                 |                        |                        |
| Independientes Lista A                     | ILA                           | 199 054                          | 3,13 %                           | 6                                | 1,74 %                           |                                  |                                  | 211 581                          | 3,79 %                 | 53                     | 2,47 %                 |                        |                        |
| B                                          | La fuerza del Norte           |                                  | 25 571                           | 0,40 %                           | 1                                | 0,29 %                           |                                  |                                  | 35 232                 | 0,58 %                 | 7                      | 0,33 %                 |                        |
|                                            | Fuerza País                   | FP                               | 1166                             | 0,02 %                           | 0                                | 0,00 %                           |                                  |                                  | 1347                   | 0,02 %                 | 1                      | 0,05 %                 |                        |
| Independientes Lista B                     | ILB                           | 24 405                           | 0,38 %                           | 1                                | 0,29 %                           |                                  |                                  | 26 037                           | 0,46 %                 | 6                      | 0,28 %                 |                        |                        |
| C                                          | Concertación Democrática      |                                  | 1 826 824                        | 28,71 %                          | 101                              | 29,28 %                          |                                  |                                  | 1 694 494              | 27,84 %                | 677                    | 31,55 %                |                        |
|                                            | Partido Demócrata Cristiano   | PDC                              | 1 143 898                        | 17,98 %                          | 59                               | 17,10 %                          | -3,92 %                          | -40                              | 778 766                | 13,98 %                | 343                    | 15,98 %                | -6,32 %                |
| Partido Socialista                         | PS                            | 594 186                          | 9,34 %                           | 30                               | 8,70 %                           | -2,46 %                          | -15                              | 622 552                          | 11,17 %                | 250                    | 11,65 %                | 0,27 %                 |                        |
| Independientes Lista C                     | ILC                           | 88 740                           | 1,39 %                           | 12                               | 3,48 %                           |                                  |                                  | 153 061                          | 2,74 %                 | 80                     | 3,73 %                 |                        |                        |
| D                                          | Juntos Podemos Más            |                                  | 402 661                          | 6,33 %                           | 7                                | 2,03 %                           | 0,44 %                           | +3                               | 555 329                | 9,12 %                 | 79                     | 3,68 %                 | -0,05 %                |
|                                            | Partido Comunista             | PCCh                             | 157 414                          | 2,47 %                           | 4                                | 1,16 %                           | -0,52 %                          | Sin cambios                      | 277 895                | 4,98 %                 | 46                     | 2,14 %                 | -0,10 %                |
| Partido Humanista                          | PH                            | 85 528                           | 1,34 %                           | 1                                | 0,29 %                           | 0,39 %                           | +1                               | 104 715                          | 1,87 %                 | 13                     | 0,61 %                 | -0,08 %                |                        |
| Izquierda Cristiana                        | IC                            | No presentó candidatos a alcalde | No presentó candidatos a alcalde | No presentó candidatos a alcalde | No presentó candidatos a alcalde | No presentó candidatos a alcalde | No presentó candidatos a alcalde | 2176                             | 0,03 %                 | 0                      | 0,00 %                 |                        |                        |
| Independientes Lista D                     | ILD                           | 159 719                          | 2,51 %                           | 2                                | 0,58 %                           | 0,56 %                           | +2                               | 121 390                          | 2,17 %                 | 21                     | 0,98 %                 | -0,17 %                |                        |
| E                                          | Alianza                       |                                  | 2 586 754                        | 40,66 %                          | 144                              | 41,74 %                          | 1,94 %                           | +40                              | 2 194 528              | 36,05 %                | 861                    | 40,12 %                | -1,63 %                |
|                                            | Renovación Nacional           | RN                               | 841 431                          | 13,23 %                          | 55                               | 15,94 %                          | -0,74 %                          | +17                              | 897 617                | 16,11 %                | 388                    | 18,08 %                | 1,02 %                 |
| Unión Demócrata Independiente              | UDI                           | 1 275 653                        | 20,05 %                          | 58                               | 16,81 %                          | 0,58 %                           | +7                               | 840 929                          | 15,09 %                | 351                    | 16,36 %                | -3,72 %                |                        |
| Independientes Lista E                     | ILE                           | 469 670                          | 7,38 %                           | 31                               | 8,99 %                           | 2,11 %                           | +16                              | 266 607                          | 4,78 %                 | 124                    | 5,78 %                 | 1,00 %                 |                        |
| F                                          | Concertación Progresista      |                                  | 618 685                          | 9,72 %                           | 46                               | 13,33 %                          |                                  |                                  | 1 052 333              | 17,29 %                | 393                    | 18,31 %                |                        |
|                                            | Partido por la Democracia     | PPD                              | 442 498                          | 6,96 %                           | 35                               | 10,14 %                          | 0,55 %                           | +1                               | 475 665                | 8,53 %                 | 195                    | 9,09 %                 | -1,44 %                |
| Partido Radical Socialdemócrata            | PRSD                          | 152 200                          | 2,39 %                           | 10                               | 2,90 %                           | -0,67 %                          | -2                               | 289 121                          | 5,19 %                 | 113                    | 5,27 %                 | 0,59 %                 |                        |
| Independientes Lista F                     | ILF                           | 23 987                           | 0,38 %                           | 1                                | 0,29 %                           |                                  |                                  | 201 397                          | 3,61 %                 | 83                     | 3,87 %                 |                        |                        |
| I                                          | Independientes fuera de pacto | Ind                              | 647 025                          | 10,17 %                          | 38                               | 11,01 %                          | 0,53 %                           | +6                               | 94 986                 | 1,56 %                 | 12                     | 0,56 %                 | -2,36 %                |
| Total de votos válidos                     | Total de votos válidos        | Total de votos válidos           | 6 362 130                        | 91,42 %                          |                                  |                                  |                                  |                                  | 6 086 895              | 87,57 %                |                        |                        |                        |
| Votos nulos                                | Votos nulos                   | Votos nulos                      | 407 103                          | 5,85 %                           |                                  |                                  |                                  |                                  | 568 778                | 8,18 %                 |                        |                        |                        |
| Votos en blanco                            | Votos en blanco               | Votos en blanco                  | 189 842                          | 2,73 %                           |                                  |                                  |                                  |                                  | 294 835                | 4,24 %                 |                        |                        |                        |
| Total de sufragios emitidos                | Total de sufragios emitidos   | Total de sufragios emitidos      | 6 959 075                        | 100 %                            |                                  |                                  |                                  |                                  | 6 354 085              | 100 %                  |                        |                        |                        |

## Curiosidades e irregularidades
En dos comunas del país —ambas en la Región de Aysén— se produjeron empates a nivel de alcalde tras el primer escrutinio. En la comuna de Guaitecas el edil Luis Miranda y la candidata del PRI Luz González empataron a 370 votos, mientras que en la comuna de Lago Verde, el alcalde socialista Gaspar Aldea igualó en votos al independiente Nelson Opazo, con 249 sufragios cada uno. Miranda y Aldea objetaron exitosamente ante el Tribunal Electoral Regional de Aysén un voto a su favor que había sido contado como nulo, ganando ambos la alcaldía por un voto.
En la comuna de Timaukel, Región de Magallanes, el conteo de votos dio inicialmente como ganador al candidato del PS Atilio Gallardo, por 197 votos, por sobre el UDI Alfonso Simunovic, con 193, pero finalmente se declaró empate a 197 votos. En el sorteo realizado el 29 de noviembre de 2008, resultó ganador el candidato del PS.
Los candidatos a concejales de la comuna de El Bosque, donde fue reelegido el alcalde Sadi Melo (PS), denunciaron que hubo un fraude electoral, debido a que la diferencia entre la votación de alcaldes y la de concejales es de más de 9000 votos. El alcalde Melo negó las acusaciones.
En la comuna de Cholchol se registraron diversos hechos irregulares durante la votación, por lo que la elección se repitió en algunas mesas el 18 de enero de 2009. Sin embargo, la nueva votación no alteró la mayoría alcanzada por Violeta Cea Villalobos (UDI), logrando 36 votos más que su contrincante.
En la comuna de Tomé fue conocido el hecho de que el principal contrincante electoral del entonces alcalde Eduardo Aguilera fue su propio yerno Patricio Lara Chandía (PRI), ex DC, actual militante de Renovación Nacional quien obtuvo el 25,31 % (6657 sufragios) contra un 39,31 % de los votos (10 337) que obtuvo Aguilera consolidándolo para un nuevo periodo alcaldicio.
La alcaldesa de la comuna de Pelluhue, María Luz Reyes (RN), resultó reelegida con el 41 % de los votos, pero fue removida de su cargo por el Tribunal Electoral Regional de Maule, tras ser acusada de cohecho, quedando inhabilitada para ejercer cualquier cargo público por un período de cinco años. El Tribunal Electoral Regional decidió que el alcalde saldría de entre los concejales elegidos, que ellos mismos votarían. Sin embargo, luego de varios empates, tres concejales pro-Concertación se negaron a efectuar un desempate por estar en desacuerdo con el procedimiento. Luego de varias ausencias al concejo municipal, los tres concejales fueron imputados por la justicia por desacato, quedando con arraigo nacional y firma semanal, mientras dura la investigación. El 9 de junio de 2010, en sesión extraordinaria del concejo municipal de Pelluhue fue elegido como alcalde el UDI Carlos Zúñiga Villaseñor.
En la comuna nortina de Sierra Gorda, Región de Antofagasta, el Tribunal Regional Electoral decidió anular las elecciones de alcalde y concejales debido a irregularidades en el padrón electoral de la comuna. Sin embargo, la nueva elección llevada a cabo el 14 de junio de 2009 también fue anulada, por los mismos motivos, por el Tribunal Electoral Regional, pero finalmente en julio de 2009 el Tribunal Calificador de Elecciones la ratificó, con lo que el ex PS José Guerrero resultó elegido alcalde.
En la comuna de Río Verde se presentó un solo candidato, la UDI Tatiana Vásquez, obteniendo la alcaldía con 357 votos válidos, 38 nulos y 49 en blanco.